# William C. Stadie
William Christopher Stadie (* 15. Juni 1886; † 12. September 1959) war ein US-amerikanischer Mediziner.
Stadie wurde ein Jahr wegen des (wahrscheinlich unbegründeten) Verdachts auf Tuberkulose von der Schule genommen. Er studierte an der New York University mit dem Bachelor-Abschluss 1907 und wurde 1916 an der Columbia University in Medizin promoviert (M.D.). Sein Studium finanzierte er sich, indem er das Pathologie-Lehrbuch von William George McCallum tippte. Im Ersten Weltkrieg war er im Army Medical Corps und absolvierte danach seinen Arzt im Praktikum (Internship) am Presbyterian Hospital in New York City, bevor er an die Rockefeller Institution wechselte, wo er ursprünglich neuere Methoden der Syphilis-Behandlung studieren sollte. In der großen Grippe-Pandemie von 1918 entwickelte er eine Sauerstofftherapie zur Behandlung der Zyanose, die als Begleiterscheinung bei Pneumonie auftrat. Dabei führte er auch die arterielle Punktion (die damals noch als lebensgefährlich galt) in die klinische Praxis ein (die Priorität ordnete er aber selbst dem deutschen Mediziner J. Hurter [1912/14] zu). 1921 bis 1924 war er in der Fakultät der Yale University. Ab 1924 war er Associate Professor an der University of Pennsylvania und ab 1941 John Herr Musser Professor für medizinische Forschung.
Er forschte zur Toxizität von Sauerstoff und zu Diabetes. Stadie entdeckte 1932 mit Helen O’Brien bei der Untersuchung der für die Bindung von Sauerstoff und Kohlendioxid im Blut verantwortlichen Enzyme die Carboanhydrase, unabhängig von den Briten Norman Urquhart Meldrum (1907–1933) und Francis John Worsley Roughton (1899–1972), Er untersuchte die Funktion dieses Enzyms (wobei er moderne Techniken der Enzymchemie und Verwendung radioaktiver Isotope meisterte) und verbesserte verschiedene Methoden der Blutanalyse und der Analyse von Blutgasen. Er war der Erste, der radioaktive Tracer an Insulin hängen konnte und zeigte, dass dessen hohe Affinität an spezifische Gewebe für dessen Funktion ausschlaggebend war. Er zeigte, dass die Leber Fette in Acetessigsäure und Hydroxybutansäure spaltet und an den Körper zur Verbrennung weiterleitet, dass bei Diabetikern die beiden Substanzen ausgeschieden werden, da sie vom Körper schneller produziert werden als sie im Körper verbrannt werden können und dass die Muskeln von Diabetikern Acetessigsäure in normaler Rate verbrennen. 
Stadie erhielt 1941 die Phillips Medal des American College of Physicians, 1956 die Banting Medal der American Diabetes Association und 1955 die Kober Medal der Association of American Physicians. Stadie war Mitglied der National Academy of Sciences (1945). 1959 wurde er Ehrendoktor der University of Pennsylvania.